# Drinovci (Grude)
Pour les articles homonymes, voir Drinovci.
Drinovci (en cyrillique : Дриновци) est une localité de Bosnie-Herzégovine. Elle est située dans la municipalité de Grude, dans le canton de l'Herzégovine de l'Ouest et dans la fédération de Bosnie-et-Herzégovine. Selon les premiers résultats du recensement bosnien de 2013, elle compte 2 703 habitants.

## Histoire

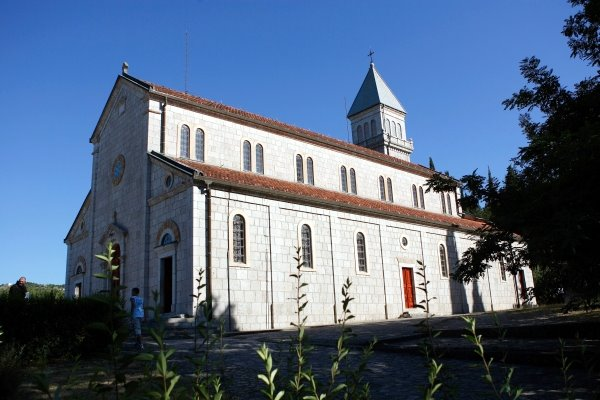
L'église Saint-Michel de Drinovci

## Démographie

### Évolution historique de la population
| 1948 | 1953 | 1961  | 1971  | 1981  | 1991  | 2013  |
| ---- | ---- | ----- | ----- | ----- | ----- | ----- |
| -    | -    | 3 495 | 3 516 | 3 256 | 2 440 | 2 703 |

|  |

### Communauté locale
En 1991, la communauté locale de Drinovci comptait 3 011 habitants, répartis de la manière suivante :